# Rhodes (pianino)

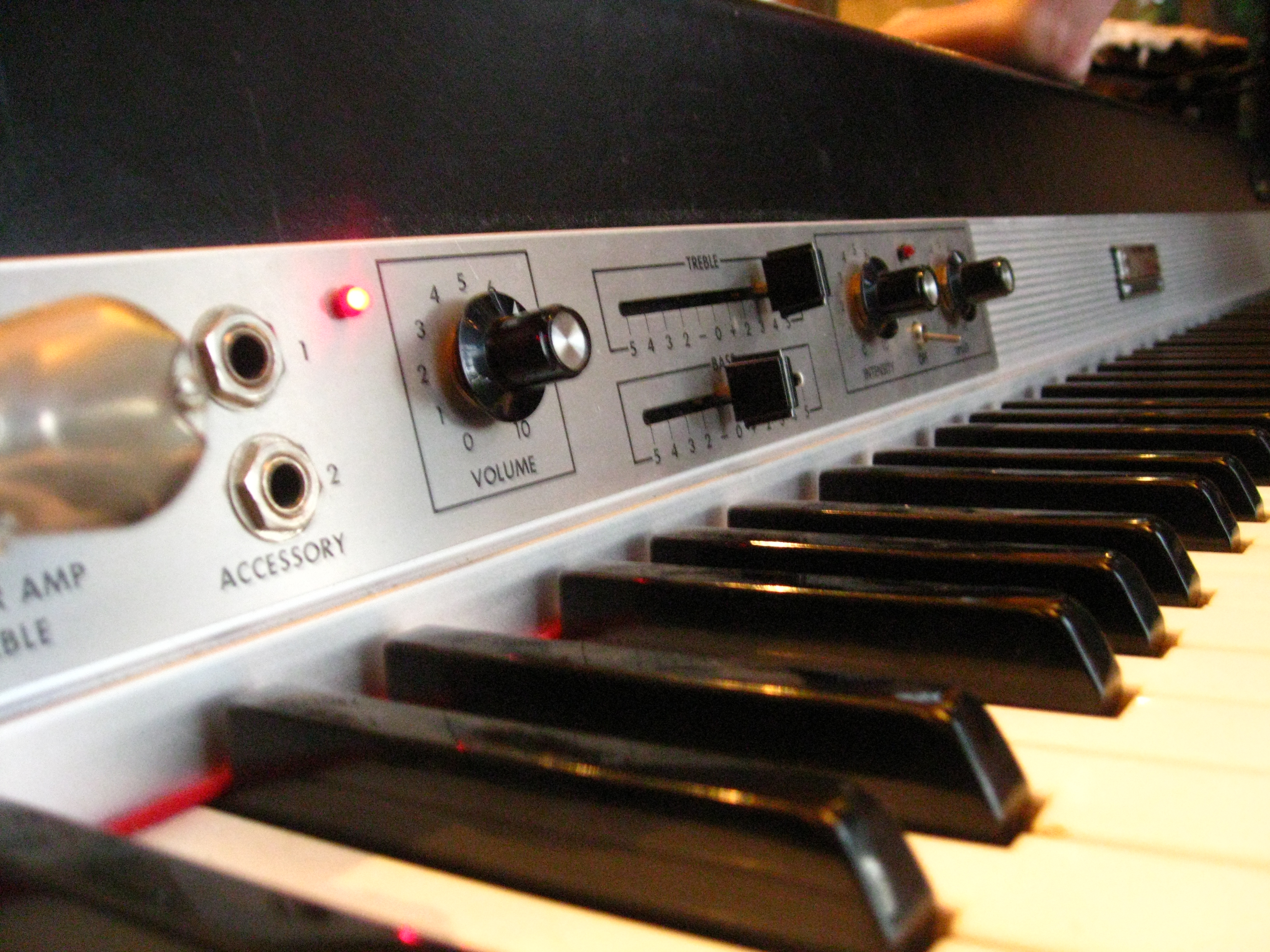
Rhodes Mark I

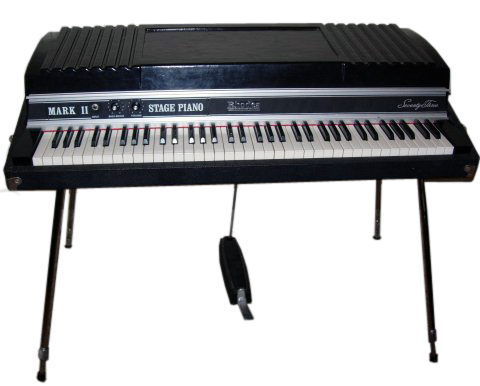
Rhodes Mark II

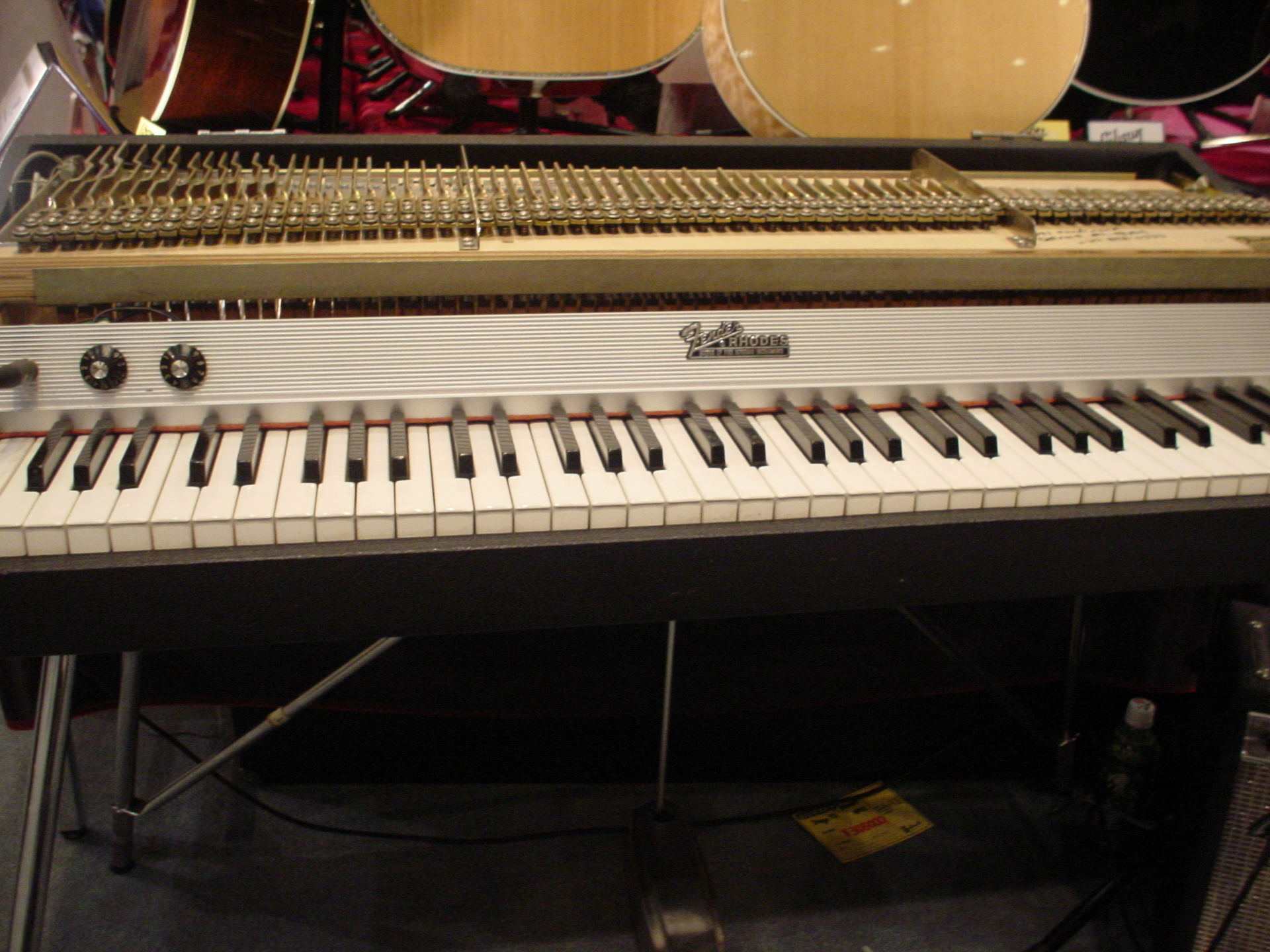
Otwarta pokrywa

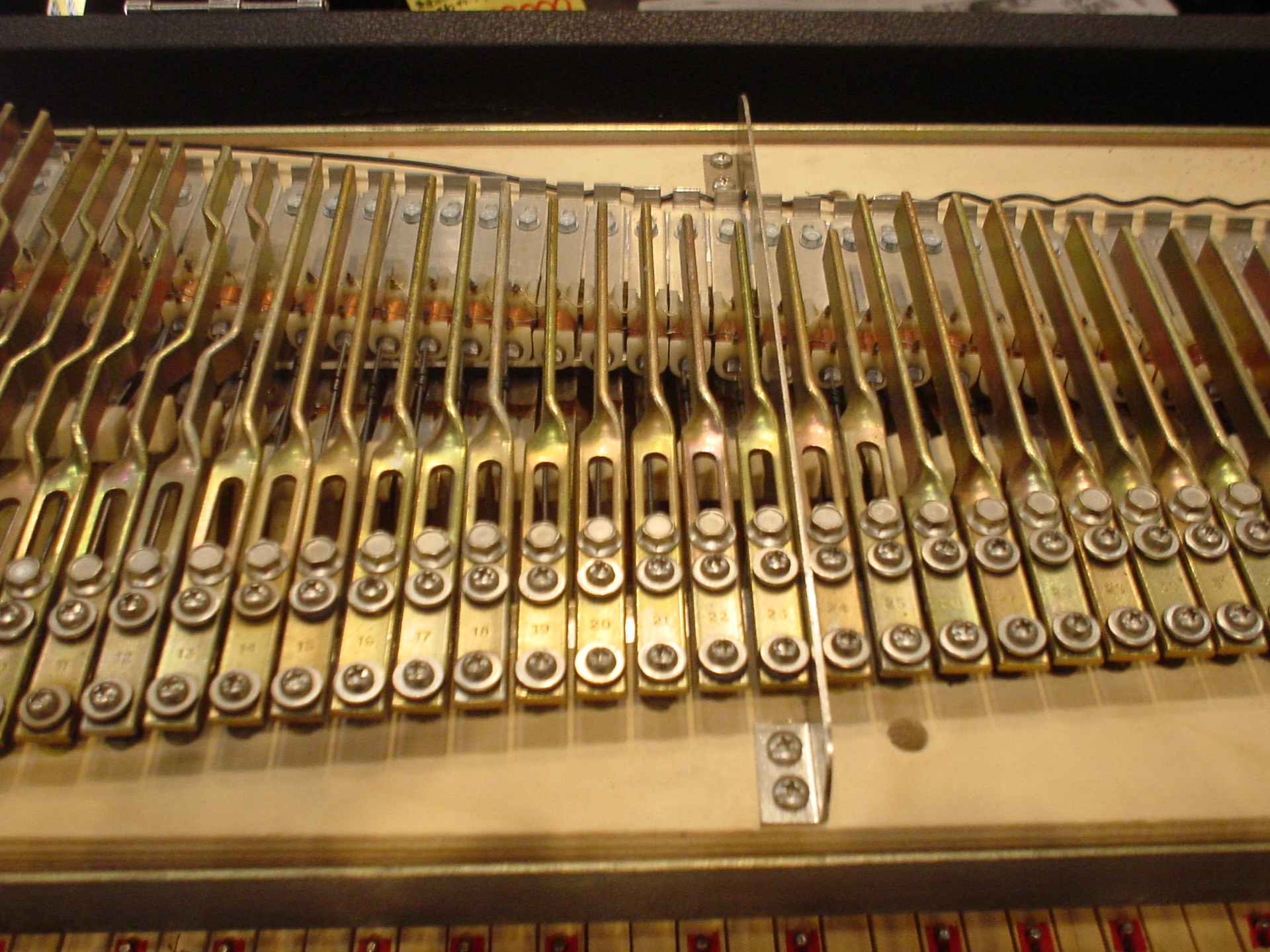
Sztabki

Rhodes – (dawniej produkowany był pod marką Fender, dopiero na początku lat 80 XX w. został przemianowany na Rhodes) instrument klawiszowy, typ elektrycznego pianina. Największą popularność osiągnął w latach 70. XX wieku.
Piano Rhodesa jest instrumentem elektryczno-akustycznym, nieposiadającym układów elektronicznych, generujących dźwięk. Generuje dźwięk  tylko o jednej barwie, bez możliwości jej modyfikacji (pomijając wzmocnienie basu i ewentualnie tremolo). Brzmienie instrumentu jest charakterystyczne i powszechnie znane – lekkie uderzenie w klawisz generuje dźwięk ciepły i łagodny, mocne uderzenie generuje fortissimo, staje się ostry i chrapliwy (poniekąd występuje efekt overdrive).
Instrument ma drewnianą klawiaturę, podobną do fortepianowej, i takiż system młoteczków. Młoteczek uderza w krótki pręt, przed którym znajduje się przetwornik, taki sam jak w generatorze organów Hammonda. Nad każdym prętem znajduje się rezonator w postaci metalowej sztabki – jej rozmiar zmniejsza się stopniowo w kierunku tonów wysokich. Nad klawiaturą znajduje się gniazdo wyjścia do wzmacniacza oraz dwa potencjometry: Bass Boost (wzmocnienie basu) oraz Volume (głośność). W późniejszych modelach (Mark II) urządzenie wyposażone było w efekt tremolo lub stereofoniczne vibrato.
Istniały różne modele Rhodesa, z czego najpopularniejsze były Mark I oraz Mark II.
Istnieją również wersję suitcase, w których w instrumencie znajduje się również wzmacniacz, a pod spodem – kolumna głośnikowa.